# Belägringen av Helsingborg
Belägringen av Helsingborg var Danmark-Norges sista seger i Skåne under det Skånska kriget. Istället för att undsätta den danska garnisonen under andra slaget vid Kristianstad valde danskarna att belägra och inta Helsingborg, och därmed förlora mycket dyrbar tid och kom för sent till Kristianstad.